# Werner Nippen

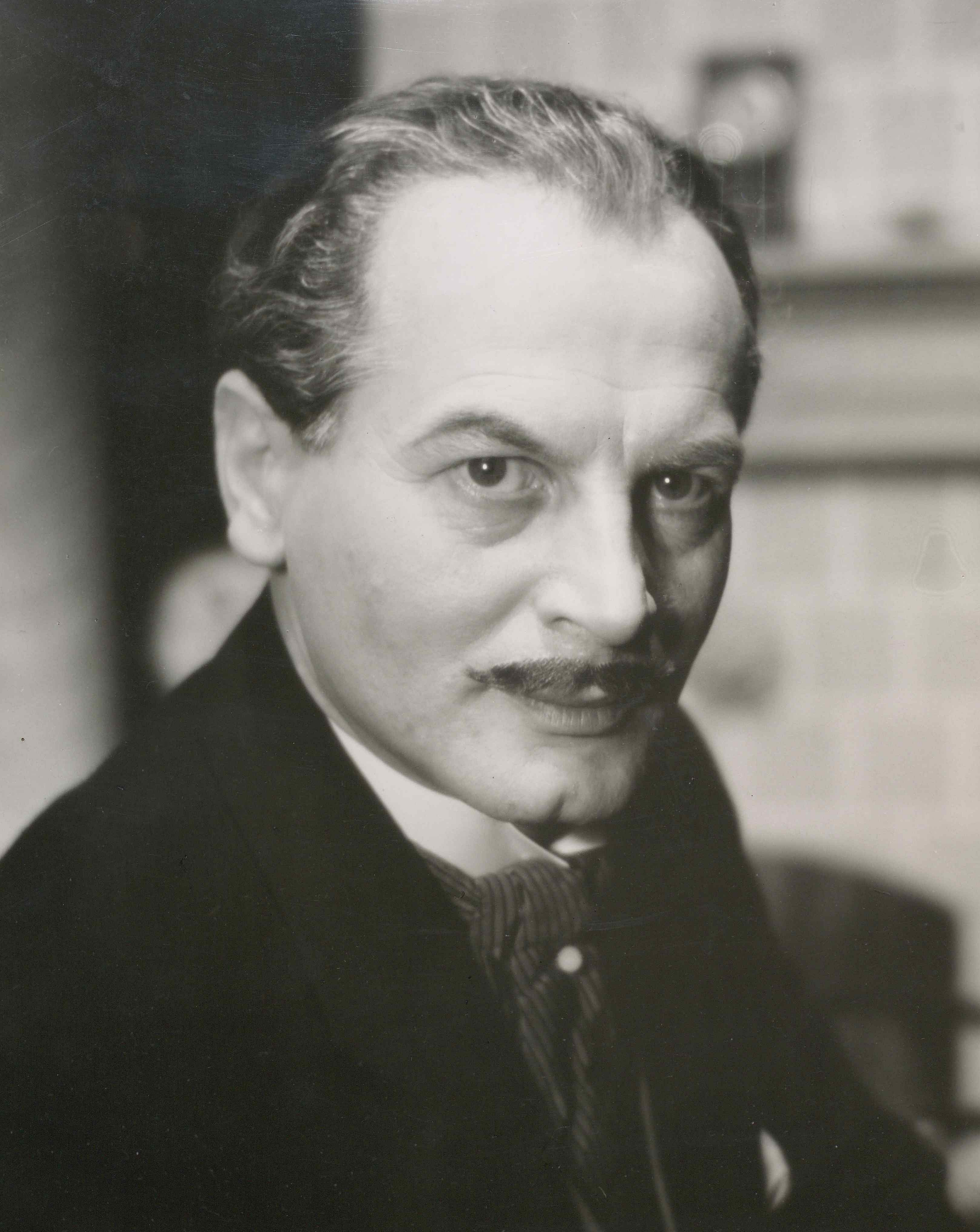
Werner Nippen am Badischen Staatstheater Karlsruhe (1957/1958)

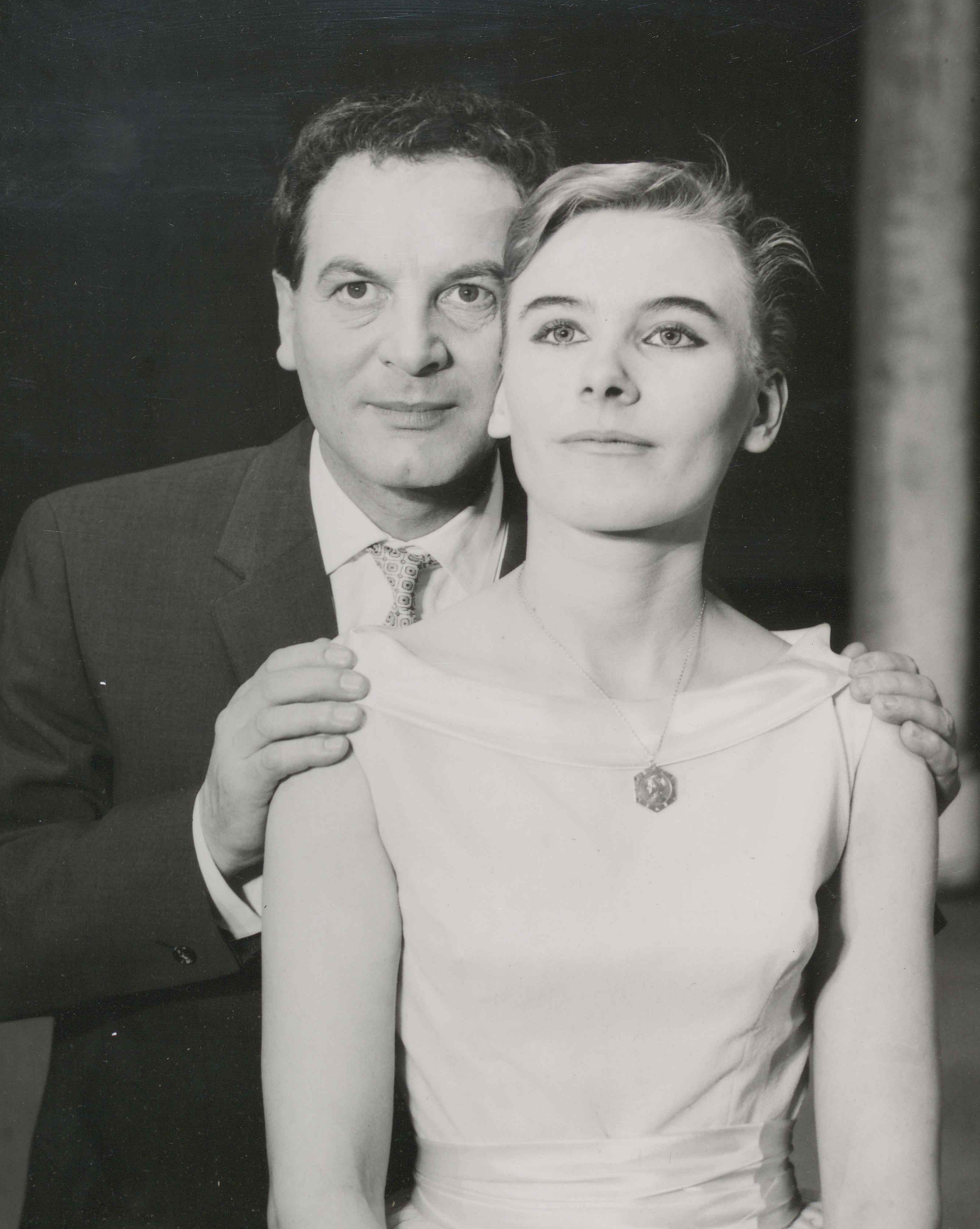
Werner Nippen ebenda mit Helga Ballhaus in Der Apoll von Bellac von Jean Giraudoux

Werner Nippen (* 30. April 1911 in Düsseldorf; † 21. Dezember 1979 in Kiel) war ein deutscher Schauspieler.

## Leben und Wirken
Der Sohn eines Lagerverwalters besuchte eine kaufmännische Fachschule und erhielt an der Immermann-Theater-Schule der Städtischen Bühnen Düsseldorf seine schauspielerische Ausbildung. Sein erstes Geld verdiente sich Nippen als Angestellter, dann wechselte er zum Theater und gab 1934 sein Debüt mit der Rolle des Juan in Der Richter von Zalamea am Westfälischen Landestheater in Paderborn. Nach einer Spielzeit wechselte Nippen 1935 an das Hildesheimer Stadttheater und wurde danach bis 1938 an das Stadttheater von Kolberg verpflichtet. In der Spielzeit 1938/39 gehörte Werner Nippen dem Ensemble des Stadttheaters Ingolstadt an, anschließend wirkte er die gesamte Zeit des Zweiten Weltkriegs am Bayerischen Staatstheater in München. In diesen frühen Jahren war Nippens Rollenfach das des jugendlichen Liebhabers und Helden.
Seine Nachkriegslaufbahn begann Werner Nippen 1945 in München (Kleine Komödie). Hier war er auch zeitweise Mitglied des Kabaretts Die Schaubude. Anschließend folgte er bis 1948 Verpflichtungen an Bühnen in Regensburg (Stadttheater), Heidelberg (Stadttheater) und Darmstadt (Landestheater). 1948 ging Nippen für viele Jahre an das Badische Staatstheater Karlsruhe, wo er im darauffolgenden Jahr eine Rolle in Tödlicher Karneval von Frank Thiess spielte. Weitere Rollen in Karlsruhe waren Kleists Der Prinz von Homburg, der Marquis Posa in Schillers Don Karlos, der Gregers Werle in Ibsens Die Wildente, der Dr. Jura in Bahrs Das Konzert und der Prof. Higgins in Shaws Pygmalion.
Während seiner Münchner Zeit während des Krieges holte die dort ansässige Filmproduktionsfirma Bavaria Nippen auch für fünf Kinofilme vor die Kamera. Später wirkte er auch an Hörspielen und Schulfunksendungen des Süddeutschen Rundfunks und des Südwestfunks mit. Man sah Nippen auch in Fernsehserien, zuletzt stand er 1977 vor der Kamera.
Werner Nippen wirkte nach dem Krieg gelegentlich auch in Hörspielen mit.

## Filmografie (Auswahl)
- 1941: Venus vor Gericht
- 1941: Alarmstufe V
- 1942: Die See ruft
- 1942: Kleine Residenz
- 1944/50: Die Schuld der Gabriele Rottweil
- 1956: Unheimliche Begegnungen (Fernsehserie, 2 Folgen)
- 1959: Raskolnikoff (Fernsehfilm)
- 1962: Das Fernsehgericht tagt (Fernsehserie, 3 Folgen)
- 1963: Antonius und Cleopatra (Fernsehfilm)
- 1966: Die Familie Hesselbach (Fernsehserie, 1 Folge)
- 1968: Das Ferienschiff (Fernsehserie, 5 Folgen)
- 1969: Friedrich Ebert und Gustav Stresemann, Schicksalsjahre der Republik (Fernsehfilm)
- 1972: Kleinstadtbahnhof (Fernsehserie, 2 Folgen)
- 1973: Tatort: Jagdrevier (Fernsehreihe)
- 1977: Tatort: Reifezeugnis (Fernsehreihe)

## Hörspiele (Auswahl)
- 1950: Hans Müller-Schlösser: Schneider Wibbel – Regie: Karlheinz Schilling
- 1955: Emil Strauß und Eberhard Meckel: Markgraf, hier beginnt Pforzheim – Regie: Hans Goguel
- 1962: Luigi Squarzina: Nah ist und schwer zu fassen der Gott – Regie: Gert Westphal